# فک چنگی
فک چنگی (نام علمی: Pagophilus groenlandicus) نام یک گونه از تیره فک بی‌گوش است.
فک چنگی پوستی به رنگ خاکستری روشن دارد و سرش سیاه است. در دو پهلو و پشت این جانور نوار سیاه‌رنگی دیده می‌شود که به باور برخی شبیه به زین است و به این خاطر به این حیوان فک زین‌دار هم گفته‌اند. در فک چنگی ماده این بخش سیاه کمرنگ‌تر و تکه‌تکه است و بیشتر به لکه می‌ماند تا یک نوارهٔ کامل.
توله‌های فک چنگی به هنگام زاده شدن پوست سفید و ضخیمی دارند. پوست آنها سپس با یک پوست دوره نوجوانی که پر از لکه‌های سیاه است جایگزین می‌شود.